# SkyTaxi
SkyTaxi – polska linia lotnicza cargo z siedzibą we Wrocławiu. Wykonuje loty cargo na terenie Unii Europejskiej, Bliskiego Wschodu, Chin i Afryki Północnej.
Od 2003 SkyTaxi posiada certyfikat PART-OPS wystawiony przez Urząd Lotnictwa Cywilnego w Polsce.

## Flota
Według stanu na kwiecień 2025 flota SkyTaxi składała się z 3 samolotów do transportu cargo o średnim wieku 35,4 lat:
| Samolot        | Samolot | Samolot   | Uwagi |
| Model          | Aktywne | Zamówione | Uwagi |
| -------------- | ------- | --------- | ----- |
| Boeing 767-200 | 1       | -         |       |
| Boeing 767-300 | 2       | -         |       |
| Łącznie        | 3       | 0         |       |

## Trasy
Od maja do lipca 2012 linia w ramach współpracy z CSO City Fly obsługiwała trasę pomiędzy lotniskiem Magdeburg-Cochstedt, a lotniskiem w Monachium.
Od 2011 do 2013 SkyTaxi realizowała lokalne połączenia w krajach skandynawskich, w kooperacji z lokalnymi liniami lotniczymi. 
W latach 2013-2018 linia wykonywała, w sezonach letnich na terenie Francji, loty we własnej siatce połączeń pod marką handlową "IGavion". W 2019 SkyTaxi zakończyło obsługę połączeń rozkładowych.
Od 2019 SkyTaxi skupia się na lotach cargo samolotami B767 dla DHL jako podwykonawca w bazach w Europie i Bahrajnie.